# 郭元釪
郭元釪（?—?），字于宫，号双村，江都（今属江苏）人。
世代為盐商，累称巨富。好学能诗﹐後以诸生參修《佩文韵府》等，又在《中州集》基础上，增补元好问、刘祁等诗作，輯“金人入元不仕者”，康熙五十年（1711年）刻《全金诗》七十四卷，得三百五十八人，共錄诗五千五百五十四篇。四十歲時擔任內閣中書，不久卒。另有《一鹤庵诗》。